# Al-Bar'ah
El Al-Bar'ah es una danza y música tradicional beduina de las cadenas montañosas de Dhofar al sur de Omán.
De diez a treinta hombres y mujeres ejecutan una danza guerrera en semicírculo. Se desarrolla al exterior, con motivo de las bodas, las circuncisiones y las fiestas religiosas. La danza es acompañada con poesía cantada en el dialecto de las tribus locales y música de tambores al-kasir, al-rahmâni y ad-daff, así como de la flauta al-qassaba. Cada tribu tiene su propia forma de Al-Bar'ah con ritmos de percusión y pasos de danza característicos.
« Al-Bar’ah, música y danza de los valles dhofaríes de Omán» fue inscrito en 2010 por la Unesco en la lista representativa del Patrimonio Cultural Inmaterial de la Humanidad.